# Michael Hill (tennista)
Michael Hill (Sydney, 30 giugno 1974) è un ex tennista australiano.

## Carriera
In carriera ha vinto 3 titoli di doppio. Nei tornei del Grande Slam ha ottenuto il suo miglior risultato raggiungendo le semifinali di doppio all'Open di Francia nel 2001 e di doppio misto agli Australian Open nel 2002.

## Statistiche

### Doppio

#### Vittorie (3)
| Numero | Anno             | Torneo                           | Superficie  | Compagno     | Avversari in finale           | Punteggio |
| 1.     | 26 novembre 2000 | Brighton International, Brighton | Cemento     | Jeff Tarango | Paul Goldstein Jim Thomas     | 6–3, 7–5  |
| 2.     | 16 aprile 2001   | Grand Prix Hassan II, Casablanca | Terra rossa | Jeff Tarango | Pablo Albano David Macpherson | 7-6, 6-3  |
| 3.     | 28 aprile 2002   | Torneo Godó, Barcellona          | Terra rossa | Daniel Vacek | Lucas Arnold Ker Gastón Etlis | 6-4, 6-4  |

### Doppio

#### Finali perse (6)
| Numero | Anno             | Torneo                                              | Superficie  | Compagno     | Avversari in finale              | Punteggio     |
| 1.     | 15 ottobre 2000  | Japan Open Tennis Championships, Tokyo              | Cemento     | Jeff Tarango | Mahesh Bhupathi Leander Paes     | 4-6, 7-6, 3-6 |
| 2.     | 19 febbraio 2001 | Open 13, Marsiglia                                  | Cemento     | Jeff Tarango | Julien Boutter Fabrice Santoro   | 6-7, 5-7      |
| 3.     | 15 luglio 2001   | Swiss Open Gstaad, Gstaad                           | Terra rossa | Jeff Tarango | Roger Federer Marat Safin        | 1-0, ritiro   |
| 4.     | 22 luglio 2001   | Mercedes Cup, Stoccarda                             | Terra rossa | Jeff Tarango | Guillermo Cañas Rainer Schüttler | 6-4, 6-7, 4-6 |
| 5.     | 26 maggio 2002   | Internationaler Raiffeisen Grand Prix, Sankt Pölten | Terra rossa | Mike Bryan   | Petr Pála David Rikl             | 5-7, 4-6      |
| 6.     | 14 luglio 2002   | Swedish Open, Båstad                                | Terra rossa | Paul Hanley  | Jonas Björkman Todd Woodbridge   | 6-7, 4-6      |